# Åshild Hauan
Åshild Hauan (* 20. April 1941 in Velfjord, Nordland; † 1. Dezember 2017 in Bodø) war eine norwegische Politikerin der Arbeiderpartiet (Ap). Sie war von 1991 bis 2007 Fylkesmann von Nordland und von 1981 bis 1993 Abgeordnete im Storting für Nordland.

## Leben und Karriere
Hauan wurde 1941 in Velfjord im Süden Nordlands als Tochter des Sägewerkbesitzers Paul Drevland (1914–1978) und der Hausfrau Gunnvor Wester (1919–1979) geboren. Sie heiratete Åsbjørn Hauan und bekam zwei Kinder und später drei Enkelkinder.
Hauan bekleidete zwischen 1975 und 1983 mehrere Ämter im Gemeinderat von Rana und war von 1979 bis 1983 Mitglied des Fylkesting von Nordland. Für die Amtsperiode 1977–1981 war sie Vararepresentantin im Storting, bevor sie bei der Parlamentswahl 1981 zum Abgeordneten aus Nordland gewählt wurde. Sie wurde bei den Wahlen 1985 und 1989 erneut gewählt und saß bis 1993 als Abgeordnete im Storting. Zudem war sie von 1985 bis 1989 Vorsitzende des Odelsting.
Während ihrer dritten Amtsperiode im Storting wurde sie 1991 zum Fylkesmann von Nordland ernannt. Da sie damals schon im Storting saß, wurde Idin Pareli Johansen zum amtierenden Fylkesmann ernannt und innehatte diese Stelle bis Hauan 1993 ihre Amtsperiode im Storting vollendete und bis 2007 in Bodø als Fylkesmann amtierte.
Hauan starb am 1. Dezember 2017 an Krebs mit 76 Jahren in der Stadt Bodø in Nordland.